# Foundation for Environmental Education
La Foundation for Environmental Education (acronimo FEE; fondazione per l'educazione ambientale) è un'organizzazione internazionale non governativa e non-profit con sede in Danimarca, fondata nel 1981. La FEE agisce a livello mondiale attraverso le proprie organizzazioni ed è presente in più di 77 paesi nel mondo (in Europa, Nord e Sud America, Africa, Asia e Oceania).
Le varie sezioni nazionali portano avanti progetti autonomi, ma partecipano anche ad iniziative comuni, tra le quali spicca la bandiera blu. Altre iniziative comuni sono Eco-School e Young Reporters for the Environment.

## Italia
La FEE Italia, costituita nel 1987, gestisce a livello nazionale i programmi: Bandiera Blu, Eco-Schools, Young Reporter for the Environment, Learning about the forest e Green Key.